# Popestar
Popestar je extended play švédské heavymetalové hudební skupiny Ghost. Vyšel 16. září 2016 vydavatelstvím Loma Vista Recordings. Kromě nové písně „Square Hammer“ obsahuje další čtyři skladby. Ty jsou coververzemi na písně hudebníků hrajících jiné hudební styly; například post-punk či tech house. Nahrávky se během prvního týdne prodalo 21 000 kopií a ta následně debutovala na prvním místě v americké hitparádě Top Rock Albums Chart dle magazínu Billboard. Ve Švédsku se v hitparádě Sverigetopplistan umístila na třetím místě.

## Seznam skladeb
| Pořadí         | Název                                    | Autor                                    | Délka |
| -------------- | ---------------------------------------- | ---------------------------------------- | ----- |
| 1.             | Square Hammer                            | A Ghoul Author                           | 3:59  |
| 2.             | Nocturnal Me (Echo & the Bunnymen cover) | Ian McCulloch, Will Sergeant             | 5:13  |
| 3.             | I Believe (Simian Mobile Disco cover)    | Jas Shaw, James Ford, Simon William Lord | 4:06  |
| 4.             | Missionary Man (Eurythmics cover)        | Annie Lennox, David A. Stewart           | 3:42  |
| 5.             | Bible (Imperiet cover)                   | Imperiet                                 | 6:34  |
| Celková délka: | Celková délka:                           | Celková délka:                           | 23:37 |

## Obsazení
- Papa Emeritus – zpěv

Bezejmenní ghůlové
- – sólová kytara
- – basová kytara
- – rytmická kytara
- – klávesy
- – bicí

Technická podpora
- Tom Dalgety – produkce